# Kikutake Sunao

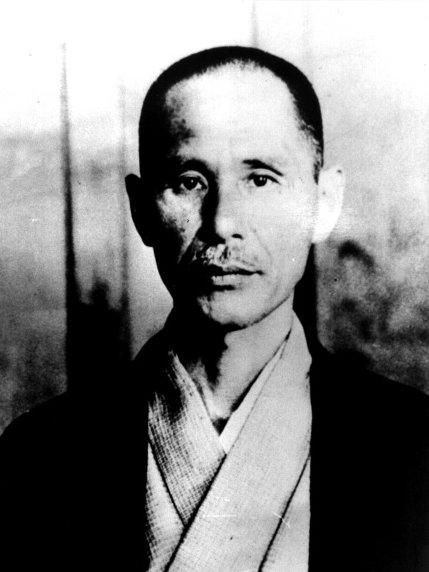
Kikutake Sunao

Kikutake Sunao (japanisch 菊竹 淳, als Verfasser auch als Kikutake Rokko (菊竹 六鼓) bekannt; geboren 25. Januar 1880 in Yoshii, Präfektur Fukuoka; gestorben 21. Juli 1937) war ein japanischer Journalist.

## Leben und Wirken
Kikutake Sunao machte 1903 seinen Studienabschluss an der „Tōkyō semmon gakkō“ (東京専門学校), der Vorläufereinrichtung der Waseda-Universität, und trat im selben Jahr in den Verlag der Zeitung „Fukuoka Nichinichi Shimbun“ (福岡日日新聞) ein. Als Herausgeber der Zeitung seit 1911 und als Manager seit 1926 war er vor allem bekannt als Verfechter einer moralischen Integrität, weniger für scharfsinnige Analysen.
Beim Zwischenfall am 15. Mai 1932, als der öffentliche Meinung nach die Attentäter aus „Patriotismus“ gehandelt hatten, kritisierte Kikutake in dem Artikel „Aete kokumin no kakugo o unagasu“ (敢て国民の覚悟を促す) – etwa „Unverzagt für die Einsicht des Volkes eintreten“ – das Militär für seine Handlungen außerhalb der politisch zulässigen Wege.
In Kikutakes Heimatort Yoshii wurde ein Gedenkmuseum „Kikutake Rokko kinenkan“ (菊竹六鼓記念館) eingerichtet. Sein älterer Bruder Kikutake Hiroyuki (菊竹 博之; 1858–1920) war Politiker.